# Shortlandøerne
Shortlandøerne er en gruppe øer, der hører til den vestlige provins i  Salomonøerne, på positionen 6°55′S 155°53′Ø / 6.92°S 155.88°Ø. De er opkaldt efter John Shortland og ligger i det nordvestlige hjørne af landet nær øen Bougainville I Papua Ny Guinea. Den største ø I øgruppen er Shortland Island. Andre øer er: Ovau Island, Pirumeri Island, Magusaiai Island, Fauro Island, og Ballale Island (som var besat af japanerne under 2. verdenskrig, og hvor man kan se mange forladte fly fra den tid).
Tyskland gjorde krav på øerne indtil  1900.